# エリザベス (戦列艦・3代)
|          | |
| 艦歴     | |
| 発注:    | 1765年11月6日 |
| 建造:    | ポーツマス工廠 |
| 進水:    | 1769年10月17日 |
| その後:  | 1797年解体 |
| 性能諸元 | |
| クラス:  | エリザベス級戦列艦 |
| 全長:    | 砲列甲板：168ft 6in（51.4m） 竜骨：139ft 3⅜in（42.45m）                                                                      |
| 全幅:    | 46ft（14m） |
| 喫水:    | 19ft 9in（6.0m） |
| 機関:    | 帆走（3本マストシップ） |
| 兵装:    | 74門： 上砲列：18ポンド（8kg）砲28門 下砲列：32ポンド（15kg）砲28門 後甲板：9ポンド（4kg）砲14門 艦首楼：9ポンド（4kg）砲4門 |

エリザベス（HMS Elizabeth）はトーマス・スレード設計のエリザベス級74門3等戦列艦。1769年10月17日にポーツマス工廠で進水した。